# Jameela palmyra
Jameela palmyra, es una mariposa de la familia Lycaenidae. Se encuentra a lo largo de la costa de Australia (desde Queensland hasta Nueva Gales del Sur), así como en Indonesia, Nueva Guinea y las Islas Salomón.
La envergadura es de aproximadamente 20 mm. Los machos adultos son de color azul iridiscente, mientras que las hembras tienen alas blancas con borde negro y base azul. Las alas posteriores de la hembra son azules con un arco de manchas marrones.
Las larvas se alimentan de Amyema cambagei y Dendrophthoe vitellina. Son verdes con un tono herrumbrado. La pupación tiene lugar en una crisálida marrón pálida con manchas de color marrón oscuro.

## Subespecies
- J. p. palmyra (Ambon, Serang, Obi, Bachan, Noemfor)
- J. p. clara Tite, 1963 (New Britain)
- J. p. coelia (Grose-Smith, 1894) (Aru, Waigeu, West Irian to Papua New Guinea)
- J. p. lateplaga Tite, 1963 (Solomon Islands: Florida Island, Roviana)
- J. p. tasmanicus (Miskin, 1890) (Tanimbar, Australia: Cape York to Lake Macquarie)